# امرسون بویس
امرسون بویس (انگلیسی: Emmerson Boyce؛ زادهٔ ۲۴ سپتامبر ۱۹۷۹) یک ورزشکار اهل باربادوس است.
از باشگاه‌هایی که در آن بازی کرده‌است می‌توان به باشگاه فوتبال لوتون تاون، باشگاه فوتبال کریستال پالاس، باشگاه فوتبال ویگان اتلتیک، باشگاه فوتبال بلکپول، و تیم ملی فوتبال باربادوس اشاره کرد.
وی همچنین در تیم ملی فوتبال Barbados بازی کرده است.